# Hypocaccus schulzei
Hypocaccus schulzei är en skalbaggsart som först beskrevs av Schmidt 1887.  Hypocaccus schulzei ingår i släktet Hypocaccus och familjen stumpbaggar. Inga underarter finns listade i Catalogue of Life.